# 1970年の宝塚歌劇公演一覧
本項目では、1970年の宝塚歌劇公演一覧（1970ねんのたからづかかげきこうえんいちらん）について示す。

## 宝塚大劇場公演

### 月組
- 1月1日 - 2月4日[1]

#### 舞踊劇『茨木童子』 1幕
スタッフ
- 作・演出：植田紳爾
- 振付：二世西川鯉三郎
- 作曲・編曲：寺田瀧雄
- 合唱指導：十時一夫
- 音楽指導：野村陽児
- 衣装：小西松茂、中川菊枝
- 照明：山本重信
- 小道具：生島道正
- 効果：望月太三郎
- 音響監督：松永浩志
- 演出補：阿古健
- 制作：小辻糺

主な出演
- 茨木童子：天津乙女
- 渡辺綱：春日野八千代
- 左源太：美山しぐれ
- 梅若：古城都
- 菊若：清はるみ

#### グランド・ショー『ヤング・ガイ!』 24場
- 作・演出：酒井澄夫[1]

### 花組
- 2月6日 - 3月12日[2]

#### ミュージカル・コメディ『禁じられた初恋』 7場
- 新人公演：2月14日[3]

スタッフ
- 作・演出：大関弘政
- 作曲：河崎恒夫、中井光晴
- 音楽指揮：野村陽児
- 振付：喜多弘
- 演技指導：花柳錦吉
- 装置：黒田利邦
- 衣装：小西松茂、中川菊枝
- 照明：棚橋守
- 小道具：生島道正
- 効果：村上茂
- 録音：松永浩志
- 演出補：阿古健
- 制作：土田善久

主な出演・本公演
- 伊勢屋の女房：淡路通子
- お梶：水穂葉子
- 正吉：美吉野一也
- 清兵衛：薫邦子
- 佐助：麻月鞠緒
- 紋次：郷ちぐさ
- お園：八汐みちる
- 常吉：鈴鹿照子

主な出演・新人公演
- 瀬戸内美八
- 清月輝
- 麻月鞠緒
- 諏訪みどり

#### グランド・レビュー『永遠のカトレア』 18場
- 新人公演：2月21日[3]

スタッフ
- 作・演出：内海重典
- 作曲：寺田瀧雄、入江薫
- 編曲：中野潤二
- 音楽指揮：橋本和明
- 振付：岡正躬、喜多弘
- 装置：渡辺正男
- 衣装：静間潮太郎
- 照明：今井直次
- 小道具：上田特市
- 効果：坂上勲
- 録音：松永浩志
- 演出補：柴田侑宏
- 制作：土田善久

主な出演・本公演
- ルビアン：甲にしき
- テレーズ：竹生沙由里
- ミランダ：花園とよみ
- 興行師ガストン：薫邦子
- オランプ：水穂葉子
- ミッシェル：郷ちぐさ
- マックス：但馬久美
- アコーデオンひきの男：大滝子
- ワルテル：麻生薫

主な出演・新人公演
- 薫邦子
- 花園とよみ
- 花里ゆかり
- 麻月鞠緒
- 瀬戸内美八

### 雪組特別
- 3月14日 - 4月14日[3]

#### グランドレビュー『タカラヅカEXPO'70』
- 第一部：四季の踊り絵巻
- 第二部：ハロー!タカラヅカ

### 月組特別
- 4月15日 - 5月6日[5]

#### グランドレビュー『タカラヅカEXPO'70』
- 第一部：四季の踊り絵巻
- 第二部：ハロー!タカラヅカ

### 星組
- 5月8日 - 5月26日[6]

#### 王朝千一夜『恋に朽ちなん』 10場
シラー作・『たくみと恋』より。
- 新人公演：5月17日[7]

スタッフ
- 脚本・演出：柴田侑宏
- 作曲：寺田瀧雄
- 音楽指導・歌唱指導：十時一夫
- 振付：西川鯉暢
- 装置：荒島鶴吉
- 衣装：小西松茂、中川菊枝
- 照明：棚橋守
- 小道具：生島道正
- 効果：川ノ上智洋
- 音響監督：松永浩志
- 演出補：大関弘政
- 制作：大谷真一

主な出演・本公演
- 二条頼子：瑠璃豊美
- くろがねの大臣：水代玉藻
- たまゆら：初風諄
- 藤原清隆：南原美佐保
- 文章博士：神路千鶴
- 多聞丸：鳳蘭
- 大江道輔：安奈淳
- 若狭：富士ます美

主な出演・新人公演
- 湖上えりか
- 衣通月子
- 景千舟
- 沢かをり
- 松あきら

#### グランド・レビュー『ハロー!タカラヅカ』 24場
- 作・演出：鴨川清作

### 雪組
- 5月28日 - 7月1日[7]

#### ミュージカル・プレイ『春ふたたび』 1幕
- 作・演出：植田紳爾

主な出演・新人公演
- 汀夏子
- 岸香織
- 志都美咲
- 城火呂絵
- 楠かおり
- 順みつき

#### グランド・レビュー『フォリー・タカラジェンヌ』 20場
- 作・演出：高木史朗

### 花組
- 7月3日 - 7月30日[8]

#### 元禄絵巻『炎』 12場
- 新人公演：7月18日[8]

スタッフ
- 作・演出：小原弘亘
- 作曲・編曲：高橋廉
- 音楽指揮：野村陽児
- 振付：花柳寿楽、岡正躬
- 装置：石浜日出雄
- 衣装：中川菊枝
- 照明：今井直次
- 小道具：生島道正
- 効果：坂上勲
- 音響監督：松永浩志
- 演出補：大関弘政
- 制作：土田善久

主な出演・本公演
- 柳沢新三郎：甲にしき
- 松乃助：薫邦子
- 小百合：竹生沙由里
- 山形主水：瀬戸内美八
- 奴、半平：郷ちぐさ
- 奈良屋：歌川波瑠美
- 竹庵：美吉野一也
- 葉：花園とよみ

主な出演・新人公演
- 瀬戸内美八
- 花園とよみ
- 明日香みやこ
- 室町あかね
- 立ともみ

#### 麻鳥千穂サヨナラ公演『ドリーム・ア・ドリーム』 20場
- 作・演出：鴨川清作

### 星組
- 8月1日 - 8月31日[10]

#### コメディ・ミュージカル『僕は君』 16場
- 新人公演：8月15日の午前の部[11]

スタッフ
- 作・演出：白井鐵造
- 作曲・編曲：寺田瀧雄、河崎恒夫、吉崎憲治、南安雄
- 音楽指揮：橋本和明
- 振付：山田卓
- 装置：石浜日出雄
- 衣装：任田幾英
- 照明：棚橋守
- 小道具：生島道正、万波一重
- 効果：坂上勲
- 音響監督：松永浩志
- 演出補：柴田侑宏
- 演出助手：太田哲則
- 制作：大谷真一

主な出演・本公演
- マリグーサ：初風諄
- ヴィヴィアーヌ：大原ますみ
- ボブ：鳳蘭
- パット：安奈淳
- オノリーヌ夫人：美吉左久子
- 総督：冨士野高嶺
- ペドロ：沖ゆき子
- ブッツ：深山しのぶ
- ヘデリア：水代玉藻
- 歌手：如月美和子
- アンシャール：景千舟
- パヌーズ：松あきら

主な出演・新人公演
- 景千舟
- 松あきら
- 衣通月子
- 沢かをり
- 月路まや
- 椿友里

#### グランド・ショー 上月晃さよなら公演『ザ・ビッグ・ワン』 18場
- 作・演出：横澤秀雄

### 月組
- 9月2日 - 9月30日[13]

#### 宝塚グランド・ミュージカル『鴎よ波涛を越えて』-メナムに赤い花が散る・姉妹篇-  22場
- 新人公演：9月19日[14]

スタッフ
- 作・演出：植田紳爾
- 演出・振付：尾上松緑
- 作曲：寺田瀧雄、中井光晴、入江薫
- 音楽指揮：野村陽児
- 振付：河上五郎、岡正躬
- 装置：渡辺正男
- 衣装：小西松茂、中川菊枝
- 小道具：上田特市
- 効果：村上茂
- 音響監督：松永浩志
- 演出補：阿古健
- 演出助手：太田哲則
- 制作：小辻糺

主な出演・本公演
- アルトーム：春日野八千代
- プラサトング：神代錦
- ナラーダ：南悠子
- アミーナ王妃：八汐路まり
- オイン：古城都
- イスパニヤ長官：天城月江
- フランシェスコ：美山しぐれ
- ロリータ：千草美景
- 新伍：清はるみ
- 栄三：大滝子
- アチツト：榛名由梨
- 松吉：叶八千矛

主な出演・新人公演
- 叶八千矛
- 麻生薫
- 小松美保
- 藤代潤
- 常花代
- 八重はるみ

#### グランド・ショー『青春のプレリュード』 20場
スタッフ
- 作・演出：岡田敬二
- 作・編曲：吉崎憲治
- 音楽指揮：溝口尭
- 振付：岡正躬、佐々木和男、喜多弘
- 装置：大橋泰弘
- 衣装：静間潮太郎
- 照明：今井直次
- 小道具：万波一重
- 効果：坂上勲
- 音響監督：松永浩志
- 演出助手：草野旦
- 制作：小辻糺

主な出演
- 歌手：八汐路まり
- 歌う男：大滝子
- 歌う女：笹潤子
- 青年：榛名由梨
- 恋人：千草美景
- 息子：常花代
- 父：清はるみ
- 娘：小松美保

### 雪組
- 10月2日 - 10月27日[14]

#### 舞踊劇『雪女』 10場
スタッフ
- 作・演出：酒井澄夫
- 振付：花柳楽寿
- 作曲：寺田瀧雄、中井光晴
- 音楽指揮：橋本和明
- 琵琶録音演奏：柴田旭堂
- 装置：荒島鶴吉
- 衣装：静間潮太郎、中川菊枝
- 照明：今井直次
- 小道具：万波一重
- 効果：辻本修
- 音響監督：松永浩志
- 演出助手：草野旦
- 制作：野田浜之助

主な出演
- 源爺：大路三千緒
- 与兵衛：岸香織
- 三郎：牧美佐緒
- ゆき：景千舟
- かえで：玉穂ゆかり
- 歌手：高宮沙千

#### ミュージカル・プレイ『パレアナの微笑み』 20場
- 新人公演：10月15日[17]

スタッフ
- 作・演出：内海重典
- 作曲・編曲：入江薫、寺田瀧雄、吉崎憲治
- 音楽指揮：溝口堯
- 振付：岡正躬、喜多弘、
- 装置：石浜日出雄
- 衣装：静間潮太郎
- 照明：今井直次
- 小道具：上田特市
- 効果：坂上勲
- 音響監督：松永浩志
- 演出補：大関弘政
- 演出助手：太田哲則
- 制作：野田浜之助

主な出演・本公演
- ジミー：汀夏子
- パレアナ：摩耶明美
- ベンデルトン：牧美佐緒
- トム爺：大路三千緒
- ナンシー：三鷹恵子
- パレー叔母：高宮沙千
- ヴィンセント：景千舟
- クラリサ：浦路夏子
- ハミルトン：順みつき

主な出演・新人公演
- 七津あけみ
- 順みつき
- 志都美咲
- 麻樹こずえ

### 花組
- 10月29日 - 11月30日[17]

#### 王朝千一夜『扇源氏』 10場
- 新人公演：11月14日[18]

スタッフ
- 作・演出：柴田侑宏
- 作曲：寺田瀧雄
- 編曲・合唱指導：十時一夫
- 音楽指導：野村陽児
- 振付：西川鯉暢
- 装置：黒田利邦
- 衣装：小西松茂、中川菊枝
- 照明：今井直次
- 小道具：万波一重
- 効果：坂上勲
- 音響監督：松永浩志
- 演出補：大関弘政
- 制作：土田善久

主な出演・本公演
- 源光信：甲にしき
- 花若童子：薫邦子
- きらら：八汐みちる
- 玉姫：水穂葉子
- 藤原俊秀：亜矢ゆたか
- 葵姫：竹生沙由里
- 藤原春高：瀬戸内美八

主な出演・新人公演
- 瀬戸内美八
- 藍えりな
- 立ともみ
- 上原まり

#### グランド・ショー『アポローン』 24場
- 作・演出：菅沼潤

### 星組
- 12月2日 - 12月20日[18]

#### ミュージカル・ドラマ『ジプシー伯爵』 12場
スタッフ
- 作・演出：阿古健
- 作曲：高井良純
- 編曲：十時一夫、吉崎憲治
- 合唱指導、音楽指導：十時一夫
- 振付：喜多弘
- 装置：黒田利邦
- 衣装：任田幾英
- 照明：今井直次
- 小道具：上田特市
- 効果：坂上勲
- 音楽監督：松永浩志
- 演出助手：太田哲則
- 制作：大谷真一

主な出演
- ヘルマン：鳳蘭
- エレーヌ：大原ますみ
- フランツ：安奈淳
- カルル公：沖ゆき子
- ヨージャ：美吉左久子
- ヘルマンの母：瑠璃豊美
- 皇太后：深山しのぶ
- クラウゼ：椿友里
- リーゼ：砂夜なつみ

#### グランド・ショー『恋人たち』 18場
スタッフ
- 作・演出：大関弘政
- 作曲・編曲：河崎恒夫、中井光晴、寺田瀧雄、中井昌
- 合唱指導、音楽指揮：野村陽児
- 歌唱指導：水島早苗
- 振付：岡正躬、喜多弘、山田卓、司このみ
- 装置：黒田利邦
- 衣装：静間潮太郎
- 照明：今井直次
- 小道具：万波一重
- 効果：扇野信夫
- 音響監督：松永浩志
- 演出補：岡田敬二
- 制作：大谷真一

主な出演
- 貴婦人、イザベリータ：大原ますみ
- 恋する男、エミリオ：鳳蘭
- 歌手、ジュリエット：初風諄
- 歌う女：如月美和子
- 僧侶、歌う男：安奈淳
- 踊る男：但馬久美、松あきら
- 踊る女：若山かずみ、大空美鳥、羽山紀代美、衣通月子、愛みちる

## 東京公演
（）内は、作者または演出者名。

### 雪組
- 1月2日 - 1月28日[22]　新宿コマ劇場[22]
  - 『いろはにほへと』（鴨川清作）[22]
  - 『ラブ・パレード』（白井鐵造）[22]

特別出演
- 冨士野高嶺
- 清川はやみ
- 四條秀子
- 八汐路まり

### 星組
- 3月1日 - 3月29日[22]　東京宝塚劇場[22]
  - 『安寿と厨子王』（阿古健）[22]
  - 『セ・ラ・ビイ』（白井鐵造）[22]

### 花組
東京宝塚劇場

#### 4月4日 - 4月16日
- - 『禁じられた初恋』（大関弘政）[22]
  - 『永遠のカトレア』（内海重典）[22]

特別出演
- 沖ゆき子
- 南悠子
- 大滝子
- 麻生薫

#### 4月17日 - 4月27日
- - 『桜双紙』（菅沼潤）[22]
  - 『永遠のカトレア』（内海重典）[22]

特別出演
- 沖ゆき子
- 南悠子
- 大滝子
- 麻生薫

### 月組
- 6月3日 - 6月30日[22]　東京宝塚劇場[22]
  - 『纏おけさ』（柴田侑宏）[22]
  - 『ハロー!タカラヅカ』（鴨川清作）[22]

特別出演
- 春日野八千代
- 南悠子
- 上月晃
- 近衛真理
- 水はやみ
- 砂夜なつみ
- 浦路夏子

### 雪組
- 8月1日 - 8月31日[22]　東京宝塚劇場[22]
  - 『四季の踊り絵巻』（歌劇団演出部　改作、菅沼潤・横澤秀雄　構成・演出）[22]
  - 『ハロー!タカラヅカ』（鴨川清作）[22]

特別出演
- 天津乙女
- 天城月江
- 真帆志ぶき
- 牧美佐緒
- 南原美佐保
- 亜矢ゆたか
- 水はやみ

### 花組
- 9月4日 - 9月28日[22]　東京宝塚劇場[22]
  - 『炎』（小原弘稔）[22]
  - 『ドリーム・ア・ドリーム』（鴨川清作）[22]

特別出演
- 司このみ

### 星組
- 9月30日 - 10月28日[22]　新宿コマ劇場[23]
  - 『僕は君』（白井鐵造）[22]
  - 『ザ・ビッグ・ワン』（横澤秀雄）[22]

特別出演
- 上月晃

### 月組
- 11月2日 - 11月26日[22]　東京宝塚劇場[22]
  - 『鴎よ波涛を越えて』（植田紳爾、尾上松緑　演出）[22]
  - 『青春のプレリュード』（岡田敬二）[22]

特別出演
- 春日野八千代
- 神代錦
- 天城月江
- 南悠子

## 宝塚大劇場・東京以外の公演
（）内は、作者または演出者名。

### 花組
- 5月23日 - 5月31日[24]　福岡スポーツセンター[24]
  - 『禁じられた初恋』（大関弘政）[24]
  - 『リズム・イン・タカラヅカ』[24]

### 雪組
- 11月11日 - 11月27日[24]　佐賀、諫早、久留米、大田、松江、米子、富山、秋田、山形、新潟（以上、公演場所の出典は90年史[24]）
  - 『春ふたたび』（植田紳爾）[24]
  - 『ハロー!タカラヅカ』（鴨川清作）[24]